# 차도균
차도균(車道均, 1940년 6월 17일 ~ )은 대한민국의 가수이다.

## 생애
- 유년기 兒名은 창종(昌鐘)으로 불리다가 한국전쟁휴전후 1953년 말 서울지방법원개영절차로 차도균으로 개명되었다.
- 청소년기 유난히 민요조의 노래를 잘 불렀다고 인척 어른은 말씀하였는데 1959년 부터 라이오 방송 가수선발프로그램인 <스타탄생>이란 프로에 나가 첫번은 탈락하고 두번째 도전에서 장려상으로 입선하여 가요계에 활동을 시작하였다.
- 1961년 미8군 언더그라운드 라이브 클럽에서 솔로 록 음악 가수 첫 데뷔한 그는 1963년 윤항기 차중락 옥성빈 김홍탁 등과 함께 5인조 록 음악 밴드 "키보이스"를 결성, 베이스기타스트로 활동했고 영화 말띠부부 外 1편에 키보이스 공연장면에 경쾌한 엘비스프렐슬리 음악"Tell me what I say"을 연주하는 영화장면에 가수겸 영화배우인 남석훈과 차중락이 중앙무대에서 춤을함께 추는 공연장면의 영화가 남아 있으며 무대 뒷쪽에서 베이스 기타를 치는 장면은 유트브로 조회가 된다.
- 한때 1966년 R&B 음악 보컬 그룹 "Guys & Dolls"의 보컬리스트로도 활동하였으며 1968년 《그대와 둘이서》라는 노래 작품으로 정식 솔로 가수 데뷔하였다.

- 이후 1974년 대한민국 최초 획일 체계성 프로젝트 보컬 그룹이라 일컬어지는 남성 프로젝트 보컬 음악 그룹 "Four Dynamics"(박상규, 장우, 김준, 차도균)의 보컬리스트 활동을 하였다.

- 싱어송라이터 겸 뮤지컬배우 김도향과 가수 겸 작곡가 최백호 등이 그에게 간접적으로 영향을 받았다.

## 이외 이력
- 서울예술전문대학 실용음악학과 겸임교수
- 동국대학교 연극영화학과 강사
- 추계예술대학교 음악학과 겸임교수

## 주요 히트 작품
- 《그대와 둘이서》
- 《임은 오시려나》
- 《추억의 건달》(2014년)
- 《슬픈노래는 싫어요》